# مريم حساني
مريم حساني (مواليد 8 أكتوبر 1993) هي لاعبة رماية بحرينية. شاركت في منافسات الرماية في الألعاب الأولمبية الصيفية 2020 – الطبق الطائر للسيدات في الألعاب الأولمبية الصيفية 2020.

## المشاركة الأولمبية

### طوكيو 2020
حصلت البحرين على مقعد واحد في أولمبياد طوكيو 2020، فأرسلت مريم حساني.
| الرياضيّ    | الحدث                                                            | التصفيات | التصفيات | النهائي  | النهائي  |
| الرياضيّ    | الحدث                                                            | النقاط   | الترتيب  | النقاط   | الترتيب  |
| ---------- | ---------------------------------------------------------------- | -------- | -------- | -------- | -------- |
| مريم حساني | الرماية في الألعاب الأولمبية الصيفية 2020 – الطبق الطائر للسيدات | 112      | 24       | لم يتأهل | لم يتأهل |